# تيكسيرا دي فريتاس
تيكسيرا دي فريتاس هي بلدية في البرازيل، تتبع باهيا، بلغ عدد سكانها 107٬486  نسمة، في 2000، تبلغ مساحتها 1٬165٫622 كيلومتر مربع.

## الموقع
تشترك في الحدود مع:
- فيريدا، باهيا
- Medeiros Neto [الإنجليزية]‏.

## أعلام
- أليساندرو أندرادي دي أوليفيرا
- دييغو لفو
- ماريون سيلفا فيرنانديز